# Sicyon Sulcus
Il Sicyon Sulcus è una struttura geologica della superficie di Ganimede.